# Премія «Золотий глобус» за найкращий фільм іноземною мовою
Премію «Золотий глобус» за найкращий фільм іноземною мовою вручають щорічно в рамках кінопремії «Золотий глобус». У цій категорії вибирать найкращий на думку Голлівудської асоціації іноземної преси фільм будь-якою мовою, окрім англійської.
До 1986 року номінація була знана як «Найкращий іноземний фільм», що дозволяло висувати на премію в рамках цієї категорії будь-який фільм, вироблений за межами США (номінантами і лауреатами за ці роки стали багато фільми англійською мовою з Великої Британії, Канади, Австралії). Нинішню назву премія отримала у 1987 році, і відтоді критерієм можливості участі в цій номінації стала мова діалогів у фільмі. Таким чином, стрічки не з США, зняті англійською, втратили можливість висуватися у цій категорії, але зате таку можливість отримали американські фільми не англійською (зокрема, лауреат 2006 року — «Листи з Іоджіми» Клінт Іствуда, фільм американського виробництва японською мовою).
Нижче наведено повний список переможців і номінантів.
Імена переможців виділені окремим кольором.

## 1966—1969
| Рік  | Премія | Стяг / Країна  | Назва українською                   | Оригінальна назва                | Режисер            |
| ---- | ------ | -------------- | ----------------------------------- | -------------------------------- | ------------------ |
| 1966 | 23-тя  | Італія         | «Джульєтта і духи»                  | «Giulietta Degli Spiriti»        | Федеріко Фелліні   |
| 1966 | 23-тя  | Мексика        | «Горді сини Тараумари»              | «Tarahumara, cada vez más lejos» | Луїс Алькоріса     |
| 1966 | 23-тя  | Франція        | «Карусель»                          | «La ronde»                       | Роже Вадим         |
| 1966 | 23-тя  | Японія         | «Червона борода»                    | «Акахіґе»                        | Куросава Акіра     |
| 1966 | 23-тя  | Франція        | «Шербурзькі парасольки»             | «Les parapluies de Cherbourg»    | Жак Демі           |
| 1967 | 24-та  | Франція        | «Чоловік і жінка»                   | «Un homme et une femme»          | Клод Лелуш         |
| 1967 | 24-та  | Італія         | «Пані та панове»                    | «Signore & signori»              | П'єтро Джермі      |
| 1967 | 24-та  | СРСР           | «Гамлет»                            | «Гамлет»                         | Григорій Козінцев  |
| 1967 | 24-та  | Франція        | «По суботах ніяких питань»          | «Pas question le samedi»         | Алекс Жоффе        |
| 1967 | 24-та  | Чехословаччина | «Любовні пригоди блондинки»         | «Lásky jedné plavovlásky»        | Мілош Форман       |
| 1968 | 25-та  | Франція        | «Жити, щоб жити»                    | «Vivre pour vivre»               | Клод Лелуш         |
| 1968 | 25-та  | Франція        | «Аморальний»                        | «L’immorale»                     | П'єтро Джермі      |
| 1968 | 25-та  | Чехословаччина | «Поїзди під пильним спостереженням» | «Ostře sledované vlaky»          | Їржі Менцель       |
| 1968 | 25-та  | Швеція         | «Ельвіра Мадіґан»                   | «Elvira Madigan»                 | Бу Відерберг       |
| 1968 | 25-та  | Італія         | «Сторонній»                         | «Lo straniero»                   | Лукіно Вісконті    |
| 1969 | 26-та  | СРСР           | «Війна і мир»                       | «Война и мир»                    | Бондарчук Сергій   |
| 1969 | 26-та  | Франція        | «Наречена була в чорному»           | «La mariée était en noir»        | Франсуа Трюффо     |
| 1969 | 26-та  | Югославія      | «Скупники пір'я»                    | «Skupljaci perja»                | Олександр Петрович |
| 1969 | 26-та  | Швеція         | «Сором»                             | «Skammen»                        | Інгмар Бергман     |
| 1969 | 26-та  | Франція        | «Вкрадені поцілунки»                | «Baisers volés»                  | Франсуа Трюффо     |

## 1970—1979
| Рік  | Премія | Стяг / Країна     | Назва українською                                      | Оригінальна назва                                       | Режисер              |
| ---- | ------ | ----------------- | ------------------------------------------------------ | ------------------------------------------------------- | -------------------- |
| 1970 | 27-ма  | Алжир Франція     | «Дзета»                                                | «Z»                                                     | Коста-Гаврас         |
| 1970 | 27-ма  | Швеція            | «Одален 31»                                            | «Ådalen 31»                                             | Бу Відерберг         |
| 1970 | 27-ма  | Німеччина Ізраїль | «Канал Блаумільх»                                      | «Te’alat Blaumilch»                                     | Ефраїм Кішон         |
| 1970 | 27-ма  | Греція            | «Дівчата під сонцем»                                   | «Koritsia ston ilio»                                    | Вассіліс Георгіадіс  |
| 1970 | 27-ма  | Італія            | «Сатирикон Фелліні»                                    | «Fellini Satyricon»                                     | Федеріко Фелліні     |
| 1971 | 28-ма  | Франція           | «Пасажир дощу»                                         | «Le passager de la pluie»                               | Рене Клеман          |
| 1971 | 28-ма  | Франція           | «Борсаліно»                                            | «Borsalino»                                             | Жак Дере             |
| 1971 | 28-ма  | Франція           | «Визнання»                                             | «L' Aveu»                                               | Коста-Гаврас         |
| 1971 | 28-ма  | Ізраїль           | «Клієнт в мертвому сезоні»                             | «Ore'ach B'Onah Metah»                                  | Моше Мізрахі         |
| 1971 | 28-ма  | Італія            | «Слідство у справі громадянина поза всякими підозрами» | «Indagine su un cittadino al di sopra di ogni sospetto» | Еліо Петрі           |
| 1972 | 29-та  | Ізраїль           | «Поліцейський Азулай»                                  | «Ha-Shoter Azulai»                                      | Ефраїм Кишон         |
| 1972 | 29-та  | Франція           | «Коліно Клер»                                          | «Le Genou De Claire»                                    | Ерік Ромер           |
| 1972 | 29-та  | Італія            | «Конформіст»                                           | «Il conformista»                                        | Бернардо Бертолуччі  |
| 1972 | 29-та  | СРСР              | «Чайковський»                                          | «Чайковський»                                           | Ігор Таланкін        |
| 1972 | 29-та  | Франція           | «Померти від кохання»                                  | «Mourir d'aimer»                                        | Андре Каятт          |
| 1973 | 30-та  | Швеція            | «Емігранти»                                            | «Utvandrarna»                                           | Ян Труель            |
| 1973 | 30-та  | Швеція            | «Поселенці»                                            | «Nybyggarna»                                            | Ян Труель            |
| 1973 | 30-та  | Швеція            | «Шепіт і крик»                                         | «Viskningar Och Rop»                                    | Інгмар Бергман       |
| 1973 | 30-та  | Франція           | «Скромна чарівність буржуазії»                         | «Le Charme Discret De La Bourgeoisie»                   | Луїс Бунюель         |
| 1973 | 30-та  | Перу              | «Міраж»                                                | «Espejismo»                                             | Армандо Роблес Годой |
| 1973 | 30-та  | Італія            | «Рим»                                                  | «Roma»                                                  | Федеріко Фелліні     |
| 1974 | 31-ша  | Німеччина         | «Пішохід»                                              | «Der Fußgänger»                                         | Максиміліан Шелл     |
| 1974 | 31-ша  | Італія            | «Альфредо, Альфредо»                                   | «Alfredo, Alfredo»                                      | П'єтро Джермі        |
| 1974 | 31-ша  | Франція           | «Американська ніч»                                     | «La Nuit américaine»                                    | Франсуа Трюффо       |
| 1974 | 31-ша  | Ізраїль           | «Казаблан»                                             | «Kazablan»                                              | Менахем Голан        |
| 1974 | 31-ша  | Франція           | «Стан облоги»                                          | «État de siège»                                         | Коста-Гаврас         |
| 1975 | 32-га  | Швеція            | «Сцени з подружнього життя»                            | «Scener ur ett äktenskap»                               | Інгмар Бергман       |
| 1975 | 32-га  | Франція           | «Пригоди рабина Якова»                                 | «Les Aventures De Rabbi Jacob»                          | Жерар Урі            |
| 1975 | 32-га  | Канада            | «Учнівство Дадді Кревіца»                              | «The Apprenticeship of Duddy Kravitz»                   | Тед Котчефф          |
| 1975 | 32-га  | Італія            | «Амаркорд»                                             | «Amarcord»                                              | Федеріко Фелліні     |
| 1975 | 32-га  | Франція           | «Лакомб Люсьєн»                                        | «Lacomb Lucien»                                         | Луї Маль             |
| 1976 | 33-тя  | Канада            | «Мій батько говорив мені неправду»                     | «Lies My Father Told Me»                                | Ян Кадар             |
| 1976 | 33-тя  | Франція           | «Все життя»                                            | «Toute une vie»                                         | Клод Лелуш           |
| 1976 | 33-тя  | Британія          | «Хедда»                                                | «Hedda»                                                 | Тревор Нанн          |
| 1976 | 33-тя  | Швеція            | «Чарівна флейта»                                       | «Trollflöjten»                                          | Інгмар Бергман       |
| 1976 | 33-тя  | Франція           | «Спеціальний відділ»                                   | «Section spéciale»                                      | Коста-Гаврас         |
| 1977 | 34-та  | Швеція            | «Лицем до лиця»                                        | «Ansikte Mot Ansikte»                                   | Інгмар Бергман       |
| 1977 | 34-та  | Франція           | «Кузен, кузина»                                        | «Cousin, Cousine»                                       | Жан Шарль Такелла    |
| 1977 | 34-та  | Франція           | «Кишенькові гроші»                                     | «L'Argent de poche»                                     | Франсуа Трюффо       |
| 1977 | 34-та  | Італія            | «Паскуаліно „Сім красунь“»                             | «Pasqualino Settebellezze»                              | Ліна Вертмюллер      |
| 1977 | 34-та  | Британія          | «Черевичок і троянда»                                  | «The Slipper and the Rose: The Story of Cinderella»     | Брайан Форбс         |
| 1978 | 35-та  | Італія            | «Незвичайний день»                                     | «Una giornata particolare»                              | Етторе Скола         |
| 1978 | 35-та  | Франція           | «І слони бувають невірні»                              | «Un éléphant ça trompe énormément»                      | Ів Робер             |
| 1978 | 35-та  | Франція           | «Все життя попереду»                                   | «La vie devant soi»                                     | Моше Мізрахі         |
| 1978 | 35-та  | Іспанія           | «Цей смутний об'єкт бажання»                           | «Ese oscuro objeto del deseo»                           | Луїс Бунюель         |
| 1978 | 35-та  | Іспанія           | «Вигодувати ворона»                                    | «Cría Cuervos»                                          | Карлос Саура         |
| 1979 | 36-та  | Швеція            | «Осіння соната»                                        | «Höstsonaten»                                           | Інгмар Бергман       |
| 1979 | 36-та  | Британія          | «Смерть на Нілі»                                       | «Death on the Nile»                                     | Джон Гіллермін       |
| 1979 | 36-та  | Бразилія          | «Донна Флор і два її чоловіка»                         | «Dona Flor e Seus Dois Maridos»                         | Бруну Баррету        |
| 1979 | 36-та  | Греція            | «Пристрасна мрія»                                      | «Kravgi gynaikon»                                       | Жуль Дассен          |
| 1979 | 36-та  | Бельгія           | «Приготуйте ваші носовички»                            | «Preparez Vos Mouchoirs»                                | Бертран Бліє         |
| 1979 | 36-та  | Ізраїль           | «Гаряча жувальна гумка»                                | «Eskimo Limon»                                          | Боаз Девідсон        |

## 1980—1989
| Рік  | Премія | Стяг / Країна  | Назва українською                    | Оригінальна назва                          | Режисер                  |
| ---- | ------ | -------------- | ------------------------------------ | ------------------------------------------ | ------------------------ |
| 1980 | 37-ма  | Франція        | «Клітка для диваків»                 | «La Cage Aux Folles»                       | Едуар Молінаро           |
| 1980 | 37-ма  | ФРН            | «Заміжжя Марії Браун»                | «Die Ehe der Maria Braun»                  | Райнер Вернер Фассбіндер |
| 1980 | 37-ма  | Британія       | «Європейці»                          | «The Europeans»                            | Джеймс Айворі            |
| 1980 | 37-ма  | Італія         | «Боже мій, як низько я впала!»       | «Mio Dio, Come Sono Caduta In Basso!»      | Луїджі Коменчіні         |
| 1980 | 37-ма  | Бельгія        | «Помаранчевий солдат»                | «Soldaat van Oranje»                       | Пол Верховен             |
| 1981 | 38-ма  | Британія       | «Тесс»                               | «Tess»                                     | Роман Полянський         |
| 1981 | 38-ма  | Австралія      | «Жорстокий Морант»                   | «Breaker Morant»                           | Брюс Бірсфорд            |
| 1981 | 38-ма  | Франція        | «Останнє метро»                      | «Le Dernier Métro»                         | Франсуа Трюффо           |
| 1981 | 38-ма  | Австралія      | «Моя блискуча кар'єра»               | «My Brilliant Career»                      | Джилліан Армстронг       |
| 1981 | 38-ма  | Японія         | «Тінь воїна»                         | «Kagemusha»                                | Акіра Куросава           |
| 1981 | 38-ма  | Югославія      | «Спеціальне лікування»               | «Poseban tretman»                          | Горан Паскалевич         |
| 1982 | 39-та  | Британія       | «Вогненні колісниці»                 | «Chariots of Fire»                         | Г'ю Хадсон               |
| 1982 | 39-та  | Канада         | «Атлантик-Сіті»                      | «Atlantic City»                            | Луї Маль                 |
| 1982 | 39-та  | ФРН            | «Човен»                              | «Das Boot»                                 | Вольфганг Петерсен       |
| 1982 | 39-та  | Австралія      | «Галліполі»                          | «Gallipoli»                                | Пітер Уїр                |
| 1982 | 39-та  | Бразилія       | «Пішоте: Закон найслабшого»          | «Pixote: a Lei do Mais Fraco»              | Гектор Бабенко           |
| 1983 | 40-ва  | Індія          | «Ганді»                              | «Gandhi»                                   | Річард Аттенборо         |
| 1983 | 40-ва  | ФРН            | «Фіцкарральдо»                       | «Fitzcarraldo»                             | Вернер Герцоґ            |
| 1983 | 40-ва  | Австралія      | «Чоловік із засніженою річки»        | «The Man from Snowy River»                 | Джордж Трамбулл Міллер   |
| 1983 | 40-ва  | Франція        | «Боротьба за вогонь»                 | «La Guerre du feu»                         | Жан-Жак Ано              |
| 1983 | 40-ва  | Італія         | «Тривають»                           | «La traviata»                              | Франко Дзефіреллі        |
| 1983 | 40-ва  | Туреччина      | «Дорога»                             | «Yol»                                      | Шериф Герен              |
| 1984 | 41-ша  | Швеція         | «Фанні та Олександр»                 | «Fanny Och Alexander»                      | Інгмар Бергман           |
| 1984 | 41-ша  | Іспанія        | «Кармен»                             | «Carmen»                                   | Карлос Саура             |
| 1984 | 41-ша  | Британія       | «Костюмер»                           | «The Dresser»                              | Пітер Єтс                |
| 1984 | 41-ша  | Британія       | «Виховання Ріти»                     | «Educating Rita»                           | Льюїс Гілберт            |
| 1984 | 41-ша  | Канада         | «Нальотчик»                          | «The Grey Fox»                             | Філіп Борсос             |
| 1985 | 42-га  | Британія       | «Поїздка до Індії»                   | «A Passage to India»                       | Девід Лін                |
| 1985 | 42-га  | Італія Франція | «Кармен»                             | «Carmen»                                   | Франческо Розі           |
| 1985 | 42-га  | Швейцарія      | «Діагональ слона»                    | «La diagonale du fou»                      | Рішар Дембо              |
| 1985 | 42-га  | ФРН            | «Париж, Техас»                       | «Paris, Texas»                             | Вім Вендерс              |
| 1985 | 42-га  | Франція        | «Неділя за містом»                   | «Un Dimanche A La Campagne»                | Бертран Таверньє         |
| 1986 | 43-тя  | Аргентина      | «Офіційна версія»                    | «La historia oficial»                      | Луїс Пуенсо              |
| 1986 | 43-тя  | ФРН            | «Полковник Редль»                    | «Oberst Redl»                              | Іштван Сабо              |
| 1986 | 43-тя  | Японія         | «Ран»                                | «Ran»                                      | Акіра Куросава           |
| 1986 | 43-тя  | Югославія      | «Папа у відрядженні»                 | «Otac na službenom putu»                   | Емір Кустуриця           |
| 1986 | 43-тя  | Польща         | «Рік спокійного сонця»               | «Rok spokojnego słońca»                    | Кшиштоф Зануссі          |
| 1987 | 44-та  | Нідерланди     | «Напад»                              | «De Aanslag»                               | Фонс Радемакерс          |
| 1987 | 44-та  | Франція        | «Тридцять сім і два щоранку»         | «37 °2 Le Matin»                           | Жан-Жак Бенекс           |
| 1987 | 44-та  | Італія         | «Джинджер і Фред»                    | «Ginger E Fred»                            | Федеріко Фелліні         |
| 1987 | 44-та  | Італія         | «Отелло»                             | «Otello»                                   | Франко Дзефіреллі        |
| 1987 | 44-та  | Франція        | «Троє чоловіків та немовля в люльці» | «3 hommes et un couffin»                   | Колін Серро              |
| 1988 | 45-та  | Швеція         | «Моя собаче життя»                   | «Mitt liv som hund»                        | Лассе Халльстрем         |
| 1988 | 45-та  | СРСР Італія    | «Очі чорні»                          | «Очи черные»                               | Микита Міхалков          |
| 1988 | 45-та  | Франція        | «До побачення, діти»                 | «Au revoir les enfants»                    | Луї Маль                 |
| 1988 | 45-та  | Франція        | «Жан де Флоретт»                     | «Jean de Florette»                         | Клод Беррі               |
| 1988 | 45-та  | СРСР           | «Покаяння»                           | «მონანიება»                                | Тенгіз Абуладзе          |
| 1989 | 46-та  | Швеція         | «Пелле-завойовник»                   | «Pelle erövraren»                          | Білле Ауґуст             |
| 1989 | 46-та  | Данія          | «Бенкет Бабетти»                     | «Babettes gæstebud»                        | Габріель Аксель          |
| 1989 | 46-та  | Угорщина       | «Хануссен»                           | «Hanussen»                                 | Іштван Сабо              |
| 1989 | 46-та  | Індія          | «Салям, Бомбей!»                     | «सलाम बॉम्बे!»                                 | Міра Наїр                |
| 1989 | 46-та  | Іспанія        | «Жінки на межі нервового зриву»      | «Mujeres al borde de un ataque de nervios» | Педро Альмодовар         |

## 1990—1999
| Рік  | Премія | Стяг / Країна        | Назва українською              | Оригінальна назва               | Режисер               |
| ---- | ------ | -------------------- | ------------------------------ | ------------------------------- | --------------------- |
| 1990 | 47-ма  | Італія               | «Новий кінотеатр «Парадізо»»   | «Nuovo Cinema Paradiso»         | Джузеппе Торнаторе    |
| 1990 | 47-ма  | Франція              | «Камілла Клодель»              | «Camille Claudel»               | Бруно Нюйттен         |
| 1990 | 47-ма  | Канада               | «Ісус із Монреаля»             | «Jésus de Montréal»             | Дені Аркан            |
| 1990 | 47-ма  | Югославія            | «Життя з дядьком»              | «Život sa stricem»              | Крсто Папіч           |
| 1990 | 47-ма  | Франція              | «Жіноча справа»                | «Une affaire de femmes»         | Клод Шаброль          |
| 1991 | 48-ма  | Франція              | «Сірано де Бержерак»           | «Cyrano De Bergerac»            | Жан-Поль Раппно       |
| 1991 | 48-ма  | Японія               | «Сни»                          | «梦»                            | Акіра Куросава        |
| 1991 | 48-ма  | Німеччина            | «Паскудне дівчисько»           | «Das schreckliche Mädchen»      | Міхаель Верховен      |
| 1991 | 48-ма  | Австрія              | «Реквієм для Домініка»         | «Requiem für Dominik»           | Роберт Дорнхельм      |
| 1991 | 48-ма  | СРСР                 | «Таксі-блюз»                   | «Такси-блюз»                    | Павло Лунгін          |
| 1992 | 49-та  | Німеччина            | «Європа, Європа»               | «Europa Europa»                 | Агнешка Холланд       |
| 1992 | 49-та  | Франція              | «Подвійне життя Вероніки»      | «La Double Vie De Veronique»    | Кшиштоф Кесльовський  |
| 1992 | 49-та  | Іспанія              | «Високі підбори»               | «Tacones lejanos»               | Педро Альмодовар      |
| 1992 | 49-та  | Франція              | «Мадам Боварі»                 | «Madame Bovary»                 | Клод Шаброль          |
| 1992 | 49-та  | Франція              | «її звали Нікіта»              | «La Femme Nikita»               | Люк Бессон            |
| 1992 | 49-та  | СРСР                 | «Загублений в Сибіру»          | «Затерянный в Сибири»           | Олександр Мітта       |
| 1993 | 50-та  | Франція              | «Індокитай»                    | «Indochine»                     | Режис Варньє          |
| 1993 | 50-та  | Франція              | «Всі ранки світу»              | «Tous Les Matins Du Monde»      | Ален Корно            |
| 1993 | 50-та  | СРСР Франція         | «Урга — територія любові»      | «Урга — територия любви»        | Микита Міхалков       |
| 1993 | 50-та  | Мексика              | «Як вода для шоколаду»         | «Como agua para chocolate»      | Альфонсо Арау         |
| 1993 | 50-та  | Німеччина            | «Штонк!»                       | «Schtonk!»                      | Гельмут Дітля         |
| 1994 | 51-ша  | Китай                | «Прощавай, моя наложнице»      | «Bàwáng Bié Jī»                 | Чень Кайге            |
| 1994 | 51-ша  | Італія               | «Втеча невинного»              | «La Corsa dell'innocente»       | Карло Карло           |
| 1994 | 51-ша  | Німеччина            | «Правосуддя»                   | «Justiz»                        | Ганс В. Гайссендерфер |
| 1994 | 51-ша  | Польща Франція       | «Три кольори: Синій»           | «Trois Couleurs: Bleu»          | Кшиштоф Кесльовський  |
| 1994 | 51-ша  | Китайська Республіка | «Весільний бенкет»             | «Hsi yen»                       | Енг Лі                |
| 1995 | 52-га  | Бельгія              | «Фарінеллі-кастрат»            | «Farinelli»                     | Жерар Корба           |
| 1995 | 52-га  | Китайська Республіка | «Їж, пий, чоловік, жінка»      | «Yin shi nan nu»                | Енг Лі                |
| 1995 | 52-га  | Китай                | «Жити»                         | «Huozhe»                        | Чжан Імоу             |
| 1995 | 52-га  | Франція              | «Королева Марго»               | «La Reine Margot»               | Патріс Шеро           |
| 1995 | 52-га  | Польща               | «Три кольори: Червоний»        | «Trois Couleurs: Rouge»         | Кшиштоф Кесльовський  |
| 1996 | 53-тя  | Франція              | «Знедолені»                    | «Les Miserables»                | Клод Лелуш            |
| 1996 | 53-тя  | Німеччина            | «Сплячий брат»                 | «Schlafes Bruder»               | Йозеф Вільсмайер      |
| 1996 | 53-тя  | Франція              | «Проклятий газон»              | «Gazon maudit»                  | Жозіан Баласко        |
| 1996 | 53-тя  | Італія               | «Як два крокодила»             | «Come due coccodrilli»          | Джакомо Кампіотті     |
| 1996 | 53-тя  | Китай                | «Шанхайська тріада»            | «yáo a yáo, yáo dào wàipó qiáo» | Чжан Імоу             |
| 1997 | 54-та  | Чехія                | «Коля»                         | «Kolja»                         | Ян Сверак             |
| 1997 | 54-та  | Бельгія              | «День восьмий»                 | «Le huitième jour»              | Жако Ван Дормаль      |
| 1997 | 54-та  | Італія               | «Зворотний бік Місяця»         | «Luna e l'altra»                | Мауріціо Нікетто      |
| 1997 | 54-та  | Росія                | «Кавказький бранець»           | «Кавказский пленник»            | Сергій Бодров         |
| 1997 | 54-та  | Франція              | «Насмішка»                     | «Ridicule»                      | Патріс Леконт         |
| 1998 | 55-та  | Франція              | «Моє життя в рожевому кольорі» | «Ma vie en rose»                | Ален Берлінер         |
| 1998 | 55-та  | Франція              | «Артемізія»                    | «Artemisia»                     | Агнес Мерле           |
| 1998 | 55-та  | Італія               | «Шафер»                        | «Il testimone dello sposo»      | Пупі Аваті            |
| 1998 | 55-та  | Чехія Німеччина      | «Леа»                          | «Lea»                           | Іван Філа             |
| 1998 | 55-та  | Росія                | «Злодій»                       | «Вор»                           | Павло Чухрай          |
| 1999 | 56-та  | Бразилія             | «Центральний вокзал»           | «Central do Brasil»             | Вальтер Саллес        |
| 1999 | 56-та  | Данія                | «Торжество»                    | «Festen»                        | Томас Вінтерберг      |
| 1999 | 56-та  | США                  | «Ескадрони смерті»             | «Men with Guns»                 | Джон Сейлз            |
| 1999 | 56-та  | Нідерланди           | «Польська наречена»            | «De Poolse bruid»               | Карім Траідіа         |
| 1999 | 56-та  | Аргентина            | «Танго»                        | «Tango, no me dejes nunca»      | Карлос Саура          |

## 2000—2009
| Рік  | Премія | Стяг / Країна        | Назва українською                      | Оригінальна назва                         | Режисер                           |
| ---- | ------ | -------------------- | -------------------------------------- | ----------------------------------------- | --------------------------------- |
| 2000 | 57-ма  | Іспанія              | «Все про мою матір»                    | «Todo sobre mi madre»                     | Педро Альмодовар                  |
| 2000 | 57-ма  | Німеччина            | «Еме та Ягуар»                         | «Aimée und Jaguar»                        | Макс Фербербок                    |
| 2000 | 57-ма  | Франція Росія        | «Схід-Захід»                           | «Est-Ouest»                               | Режис Варньє                      |
| 2000 | 57-ма  | Франція              | «Дівчина на мосту»                     | «La Fille Sur Le Pont, Fr»                | Патріс Леконт                     |
| 2000 | 57-ма  | Франція              | «Червона скрипка»                      | «Le Violon Rouge»                         | Франсуа Жирар                     |
| 2001 | 58-ма  | Китай США            | «Тигр підкрадається, дракон ховається» | 卧虎藏龙 («Під ху цан лун»)               | Енг Лі                            |
| 2001 | 58-ма  | Мексика              | «Сука-любов»                           | «Amores perros»                           | Алехандро Гонсалес Іньярріту      |
| 2001 | 58-ма  | Італія               | «Малена»                               | «Malena»                                  | Джузеппе Торнаторе                |
| 2001 | 58-ма  | Італія               | «Сто кроків»                           | «I cento passi»                           | Марко Тулліо Джордано             |
| 2001 | 58-ма  | Франція              | «Вдова з острова Сен-П'єр»             | «La veuve de Saint-Pierre»                | Патріс Леконт                     |
| 2002 | 59-та  | Боснія і Герцеговина | «Нічия земля»                          | «Ničija zemlja»                           | Даніс Танович                     |
| 2002 | 59-та  | Франція              | «Амелі»                                | «Le Fabuleux destin d' Amélie Poulain»    | Жан-П'єр Жене                     |
| 2002 | 59-та  | Мексика              | «І твою маму теж»                      | «Y tu mamá también»                       | Альфонсо Куарон                   |
| 2002 | 59-та  | Бразилія             | «Останнє сонце»                        | «Abril Despedaçado»                       | Волтер Саллес                     |
| 2002 | 59-та  | Індія                | «Весілля в мусон»                      | «मॉनसून वैडिंग»                                | Міра Наір                         |
| 2003 | 60-та  | Іспанія              | «Поговори з нею»                       | «Hable con ella»                          | Педро Альмодовар                  |
| 2003 | 60-та  | Франція Китай        | «Бальзак та кравчиня-китаяночка»       | «Balzac et la Petite Tailleuse Chinoise»  | Сицзе Дай                         |
| 2003 | 60-та  | Бразилія             | «Місто Бога»                           | «Cidade de Deus»                          | Фернанду Мейрелліш                |
| 2003 | 60-та  | Мексика              | «Злочин падре Амаро»                   | «El crimen del Padre Amaro»               | Карлос Каррера                    |
| 2003 | 60-та  | Китай                | «Герой»                                | «Yīngxióng»                               | Чжан Їмоу                         |
| 2003 | 60-та  | Німеччина            | «Ніде в Африці»                        | «Nirgendwo in Afrika»                     | Каролін Лінк                      |
| 2004 | 61-ша  | Афганістан           | «Усама»                                | «أسامة»                                   | Сідік Бармак                      |
| 2004 | 61-ша  | Франція Канада       | «Нашестя варварів»                     | «Les invasions barbares»                  | Дені Аркан                        |
| 2004 | 61-ша  | Німеччина            | «Гуд бай, Ленін!»                      | «Good bye, Lenin!»                        | Вольфганг Беккер                  |
| 2004 | 61-ша  | Франція              | «Мосьє Ібрагім та квіти Корану»        | «Monsieur Ibrahim et les fleurs du Coran» | Франсуа Дюпейрон                  |
| 2004 | 61-ша  | Росія                | «Повернення»                           | «Возвращение»                             | Андрій Звягінцев                  |
| 2005 | 62-га  | Іспанія              | «Море всередині»                       | «Mar adentro»                             | Алехандро Аменабар                |
| 2005 | 62-га  | Франція              | «Хористи»                              | «Les Choristes»                           | Крістоф Барратьє                  |
| 2005 | 62-га  | Китай                | «Будинок літаючих кинджалів»           | «Shí miàn mái fú»                         | Чжан Їмоу                         |
| 2005 | 62-га  | США Бразилія         | «Че Гевара: Щоденники мотоцикліста»    | «Diarios de motocicleta»                  | Вальтер Саллес                    |
| 2005 | 62-га  | Франція              | «Тривалі заручини»                     | «Un long dimanche de fiançailles»         | Жан-П'єр Жене                     |
| 2006 | 63-тя  | Ізраїль              | «Рай сьогодні»                         | «Al Jannah al-Aan»                        | Хані Абу-Ассад                    |
| 2006 | 63-тя  | Китай                | «Розбірки в стилі кунг-фу»             | «Gōngfu»                                  | Стівен Чоу                        |
| 2006 | 63-тя  | Франція              | «Щасливого Різдва»                     | «Joyeux Noël»                             | Крістіан Каріон                   |
| 2006 | 63-тя  | Китай                | «Клятва»                               | «Wújí»                                    | Чень Кайге                        |
| 2006 | 63-тя  | ПАР                  | «Цоці»                                 | «Tsotsi»                                  | Гевін Гуд                         |
| 2007 | 64-та  | Японія США           | «Листи з Іодзіми»                      | «Letters from Iwo Jima»                   | Клінт Іствуд                      |
| 2007 | 64-та  | США                  | «Апокаліпсис»                          | «Apocalypto»                              | Мел Гібсон                        |
| 2007 | 64-та  | Німеччина            | «Життя інших»                          | «Das Leben der Anderen»                   | Флоріан Генкель фон Доннерсмарк   |
| 2007 | 64-та  | Мексика Іспанія      | «Лабіринт фавна»                       | «El Laberinto del Fauno»                  | Гільєрмо дель Торо                |
| 2007 | 64-та  | Іспанія              | «Повернення»                           | «Volver»                                  | Педро Альмодовар                  |
| 2008 | 65-та  | Франція              | «Скафандр і метелик»                   | «Le Scaphandre et le papillon»            | Джуліан Шнабель                   |
| 2008 | 65-та  | США                  | «Той, що біжить за вітром»             | «The Kite Runner»                         | Марк Форстер                      |
| 2008 | 65-та  | Китай                | «Порочний зв'язок»                     | «Se, jie»                                 | Енг Лі                            |
| 2008 | 65-та  | Франція США          | «Персеполіс»                           | «Persepolis»                              | Венсан Паронно та Марджан Сатрапі |
| 2008 | 65-та  | Румунія              | «4 місяці, 3 тижні і 2 дні»            | «4 luni, 3 saptamani si 2 zile»           | Крістіан Мунджіу                  |
| 2009 | 66-та  | Ізраїль              | «Вальс із Баширом»                     | «ואלס עם באשיר»                           | Арі Фольман                       |
| 2009 | 66-та  | Німеччина            | «Комплекс Баадера — Майнхоф»           | «Der Baader Meinhof Komplex»              | Улі Едель                         |
| 2009 | 66-та  | Швеція               | «Незабутні моменти»                    | «Maria Larssons eviga ögonblick»          | Ян Труель                         |
| 2009 | 66-та  | Італія               | «Гоморра»                              | «Gomorra»                                 | Маттео Гарроне                    |
| 2009 | 66-та  | Франція              | «Я так давно тебе кохаю»               | «Il y a longtemps que je t'aime»          | Філіпп Клодель                    |

## 2010—2019
| Рік  | Премія | Стяг / Країна               | Назва українською                 | Оригінальна назва                | Режисер                         |
| ---- | ------ | --------------------------- | --------------------------------- | -------------------------------- | ------------------------------- |
| 2010 | 67-ма  | Австрія Німеччина           | «Біла стрічка»                    | «Das weiße Band»                 | Міхаель Ханеке                  |
| 2010 | 67-ма  | Італія                      | «Баарія»                          | «Baarìa — La porta del vento»    | Джузеппе Торнаторе              |
| 2010 | 67-ма  | Франція                     | «Пророк»                          | «Un prophète»                    | Жак Одіар                       |
| 2010 | 67-ма  | Іспанія                     | «Розімкнені обійми»               | «Los abrazos rotos»              | Педро Альмодовар                |
| 2010 | 67-ма  | Чилі                        | «Служниця»                        | «La Nana»                        | Грегоріо Гонзалез               |
| 2011 | 68-ма  | Данія                       | «Помста»                          | «Hævnen»                         | Сюзанна Бір                     |
| 2011 | 68-ма  | Мексика                     | «Б'ютифул»                        | «Biutiful»                       | Алехандро Гонсалес Іньярріту    |
| 2011 | 68-ма  | Франція Росія               | «Концерт»                         | «Le Concert»                     | Раду Міхайляну                  |
| 2011 | 68-ма  | Росія                       | «Край»                            | «Край»                           | Олексій Учитель                 |
| 2011 | 68-ма  | Італія                      | «Я — це кохання»                  | «Io sono l’amore»                | Лука Гуаданьїно                 |
| 2012 | 69-та  | Іран                        | «Надер і Симін: Розлучення»       | «جدایی نادر از سیمین»            | Асгар Фархаді                   |
| 2012 | 69-та  | КНР                         | «Квіти війни»                     | «金陵十三釵»                     | Чжан Імоу                       |
| 2012 | 69-та  | США                         | «У краю крові та меду»            | «In the Land of Blood and Honey» | Анджеліна Джолі                 |
| 2012 | 69-та  | Бельгія                     | «Хлопчик з велосипедом»           | «Le Gamin au vélo»               | Брати Дарденн                   |
| 2012 | 69-та  | Іспанія                     | «Шкіра, в якій я живу»            | «La piel que habito»             | Педро Альмодовар                |
| 2013 | 70-та  | Австрія                     | «Кохання»                         | «Amour»                          | Міхаель Ганеке                  |
| 2013 | 70-та  | Данія                       | «Королівський роман»              | «En kongelig affære»             | Ніколай Арсель                  |
| 2013 | 70-та  | Франція                     | «1+1»                             | «Intouchables»                   | Олів'є Накаш / Ерік Толедано    |
| 2013 | 70-та  | Норвегія                    | «Кон-Тікі»                        | «Kon-Tiki»                       | Хоакім Роннінг / Еспен Сандберг |
| 2013 | 70-та  | Бельгія                     | «Іржа та кістка»                  | «De rouille et d’os»             | Жак Одіар                       |
| 2014 | 71-ша  | Італія                      | «Велика краса»                    | «La grande bellezza»             | Паоло Соррентіно                |
| 2014 | 71-ша  | Франція                     | «Життя Адель»                     | «La Vie d’Adèle»                 | Абделатіф Кешиш                 |
| 2014 | 71-ша  | Данія                       | «Полювання»                       | «Jagten»                         | Томас Вінтерберг                |
| 2014 | 71-ша  | Франція Італія              | «Минуле»                          | «Le Passé»                       | Асгар Фархаді                   |
| 2014 | 71-ша  | Японія                      | «Здійнявся вітер»                 | «風立ちぬ»                       | Міядзакі Хаяо                   |
| 2015 | 72-га  | Росія                       | «Левіафан»                        | «Левиафан»                       | Андрій Звягінцев                |
| 2015 | 72-га  | Польща                      | «Іда»                             | «Ida»                            | Павел Павліковський             |
| 2015 | 72-га  | Швеція                      | «Форс-мажор»                      | «Turist»                         | Рубен Естлунд                   |
| 2015 | 72-га  | Естонія                     | «Мандарини»                       | «Mandariinid»                    | Заза Урушадзе                   |
| 2015 | 72-га  | Ізраїль                     | «Гет»                             | «גט — המשפט של ויויאן אמסלם»     | Роніт Елькабец                  |
| 2016 | 73-тя  | Угорщина                    | «Син Саула»                       | «Saul fia»                       | Ласло Немеш                     |
| 2016 | 73-тя  | Бельгія Франція Люксембург  | «Надновий заповіт»                | «Le Tout Nouveau Testament»      | Жако ван Дормель                |
| 2016 | 73-тя  | Чилі                        | «Клуб»                            | «El club»                        | Пабло Ларраїн                   |
| 2016 | 73-тя  | Фінляндія Німеччина Естонія | «Фехтувальник»                    | «Miekkailija» / «Vehkleja»       | Клаус Гяре                      |
| 2016 | 73-тя  | Франція                     | «Мустанг»                         | «Mustang»                        | Деніз Ґамзе Ерґювен             |
| 2017 | 74-та  | Франція                     | «Вона»                            | «Elle»                           | Пол Верговен                    |
| 2017 | 74-та  | Франція                     | «Божественні»                     | «Divines»                        | Уда Беньяміна                   |
| 2017 | 74-та  | Чилі                        | «Неруда»                          | «Neruda»                         | Пабло Ларраїн                   |
| 2017 | 74-та  | Іран Франція                | «Комівояжер»                      | «فروشنده»‎‎                        | Асгар Фархаді                   |
| 2017 | 74-та  | Німеччина                   | «Тоні Ердманн»                    | «Toni Erdmann»                   | Марен Аде                       |
| 2018 | 75-та  | Німеччина                   | «На межі»                         | Aus dem Nichts                   | Фатіх Акін                      |
| 2018 | 75-та  | Швеція                      | «Квадрат»                         | The Square                       | Рубен Естлунд                   |
| 2018 | 75-та  | Росія                       | «Нелюбов»                         | Нелюбовь                         | Андрій Звягінцев                |
| 2018 | 75-та  | Камбоджа                    | «Спочатку вони вбили мого батька» | First They Killed My Father      | Анджеліна Джолі                 |
| 2018 | 75-та  | Чилі                        | «Фантастична жінка»               | Una mujer fantástica             | Себастьян Леліо                 |
| 2019 | 76-та  | Мексика                     | «Рома»                            | Roma                             | Альфонсо Куарон                 |
| 2019 | 76-та  | Бельгія                     | «Дівчина»                         | Girl                             | Лукас Донт                      |
| 2019 | 76-та  | Ліван                       | «Капернаум»                       | کفرناحوم                         | Надін Лабакі                    |
| 2019 | 76-та  | Японія                      | «Крамничні злодюжки»              | Shoplifters                      | Хірокадзу Корееда               |
| 2019 | 76-та  | Німеччина                   | «Робота без авторства»            | Never Look Away                  | Флоріан Генкель фон Доннерсмарк |

## 2020—2029
| Рік  | Премія | Стяг / Країна   | Назва українською              | Оригінальна назва          | Режисер             |
| ---- | ------ | --------------- | ------------------------------ | -------------------------- | ------------------- |
| 2020 | 77-ма  | Південна Корея  | «Паразити»                     | Parasite                   | Поном Джун Хо       |
| 2020 | 77-ма  | США             | «Прощання»                     | The Farewell               | Лулу Вонг           |
| 2020 | 77-ма  | Франція         | «Знедолені»                    | Les Misérables             | Ладж Лі             |
| 2020 | 77-ма  | Іспанія         | «Біль та слава»                | Pain and Glory             | Педро Альмодовар    |
| 2020 | 77-ма  | Франція         | «Портрет дівчини у вогні»      | Portrait of a Lady on Fire | Селін Ск'ямма       |
| 2021 | 78-ма  | США             | «Мінарі»                       | Minari                     | Лі Ісаак Чунг       |
| 2021 | 78-ма  | Данія           | «Ще по одній»                  | Druk                       | Томас Вінтерберг    |
| 2021 | 78-ма  | Гватемала       | «Ла Йорона»                    | La Llorona                 | Хайро Бустаманте    |
| 2021 | 78-ма  | Італія          | «Життя попереду»               | La vita davanti a sé       | Едоардо Понті       |
| 2021 | 78-ма  | Франція         | «Двоє з нас»                   | Deux                       | Філіппо Менегетті   |
| 2022 | 79-та  | Японія          | «Сядь за кермо моєї машини»    | ドライブ・マイ・カ         | Рюсуке Хамагучі     |
| 2022 | 79-та  | Італія          | «Рука Бога»                    | È stata la mano di Dio     | Паоло Соррентіно    |
| 2022 | 79-та  | Фінляндія       | «Купе номер 6»                 | Hytti nro 6                | Юхо Куосманен       |
| 2022 | 79-та  | Іран            | «Герой»                        | قهرمان                     | Асгар Фархаді       |
| 2022 | 79-та  | Іспанія         | «Паралельні матері»            | Madres paralelas           | Педро Альмодовар    |
| 2023 | 80-та  | Аргентина       | «Аргентина, 1985»              | Argentina, 1985            | Сантьяго Мітре      |
| 2023 | 80-та  | Німеччина       | «На Західному фронті без змін» | Im Westen nichts Neues     | Едвард Берґер       |
| 2023 | 80-та  | Бельгія         | «Близько»                      | Close                      | Лукас Донт          |
| 2023 | 80-та  | Південна Корея  | «Рішення піти»                 | 헤어질 결심'               | Асгар Фархаді       |
| 2023 | 80-та  | Індія           | «RRR»                          | Madres paralelas           | Ш. Ш. Раджамулі     |
| 2024 | 81-ша  | Франція         | «Анатомія падіння»             | Anatomie d'une chute       | Жустін Тріє         |
| 2024 | 81-ша  | Велика Британія | «Зона інтересів»               | The Zone of Interest       | Джонатан Ґлейзер    |
| 2024 | 81-ша  | Південна Корея  | «Минулі життя»                 | Past Lives'                | Селін Сонг          |
| 2024 | 81-ша  | Фінляндія       | «Опале листя»                  | Kuolleet lehdet            | Акі Каурісмякі      |
| 2024 | 81-ша  | Італія          | «Я - капітан»                  | Io capitano                | Маттео Ґарроне      |
| 2024 | 81-ша  | Іспанія         | «Снігова спільнота»            | La sociedad de la nieve    | Хуан Антоніо Байона |
| 2025 | 82-га  | Франція         | «Емілія Перес»                 | Emilia Pérez               | Жак Одіар           |
| 2025 | 82-га  | Індія           | «Все, що нам здається світлом» | All We Imagine as Light    | Паяль Кападія       |
| 2025 | 82-га  | Данія           | «Дівчина з голкою»             | Pigen med nålen'           | Магнус фон Горн     |
| 2025 | 82-га  | Бразилія        | «Я досі тут»                   | Ainda Estou Aqui           | Волтер Салль        |
| 2025 | 82-га  | Німеччина       | «Насіння священного інжиру»    | دانه‌ی انجیر معابد          | Мохаммад Расулоф    |
| 2025 | 82-га  | Італія          | «Вермільйо»                    | Vermiglio                  | Маура Дельперо      |